# 环黄芪醇
环黄芪醇（英語：Cycloastragenol）是一种天然的三萜化合物，最早发现于黄芪属（Astragalus）的一些物种，具有端粒酶激活活性。聯邦貿易委員會禁止含有环黄芪醇的保健品以“抗老化”的名义推广销售
。